# Правомірна поведінка
Правомі́рна поведі́нка — це вольова поведінка суб'єкта права (дія чи бездіяльність), яка відповідає приписам правових норм, не суперечить основним принципам права і гарантується державою.

## Ознаки правомірної поведінки
Правомірна поведінка характеризується наступними ознаками:
- є суспільно корисною (необхідною і бажаною) соціальною поведінкою— забезпечує організованість і гармонійність громадського життя, стійкий правопорядок; служить найважливішим чинником вирішення завдань і функцій держави і суспільства; задоволення інтересів суб'єктів права. Необхідність правомірної поведінки міститься у зобов'язуючих та забороняючих нормах права, а бажаність для суспільства даної поведінки, залежить від волі уповноваженої особи, є її правом, а не обов'язком та знаходить своє закріплення у диспозитивних нормах;
- не суперечить нормам і принципам права, будь-яка суспільне корисна поведінка є правомірною, тобто не лише відповідає нормативним приписам законів, але і не суперечить загальнолюдським цінностям, оскільки право присутнє в нормативних договорах, правових звичаях, судових прецедентах, нарешті, у природних правах людини, правосвідомості, правовідносинах. Тому правильно говорити про правомірну поведінку як про таку, котра не суперечить нормам і принципам права, не порушує заборон, встановлених у суспільстві;
- має свідомо-вольовий характер, виражається в усвідомленій мотивації правомірних вчинків для досягнення поставлених цілей;
- зовні виражається у вигляді дії чи бездіяльності, здійснюється у формах реалізації права — дотриманні, виконанні, використанні (громадянами), правозастосуванні (посадовими особами);
- спричиняє юридичні наслідки, оскільки виявляється в юридичних фактах (правовстановлюючих, правозмінюючих, правоприпиняючих), що є передумовою правовідносин. Слід врахувати, що правова поведінка не завжди викликає правовідносини;
- охороняється державою за допомогою дозвільних, зобов'язуючих і охоронних норм, стимулюється за допомогою рекомендаційних і заохочувальних норм.

Правомірна поведінка завжди включає два аспекти:
1. інформаційний — поінформованість громадянина про свої права і обов'язки. Важливою є не тільки наявність розвинутого юридичного механізму захисту права на доступ до правової інформації, а й активне практичне використання його громадянами;
2. поведінковий — уявлення про законні способи здійснення суб'єктивних прав і юридичних обов'язків.

## Склад правомірної поведінки
Склад правомірної поведінки — це система ознак поведінки, яка відповідає розпорядженням права.
| Суб'єкт | Суб'єктивна сторона | Об'єкт | Об'єктивна сторона |
| суб'єкти права: фізичні та юридичні особи, які визнані дієздатними і деліктоздатними, тобто здатними здійснювати свої права і обов'язки та нести юридичну відповідальність | внутрішнє ставлення (зацікавленість, байдужість) суб'єкта права до своєї діяльності та її результатів, визначення якості вчинків з яких складається поведінка, їх оцінка | явища навколишнього середовища, на які спрямовані правомірні вчинки: матеріальні та нематеріальні блага, суспільні відносини | зовнішня форма вираження правомірних вчинків: дія чи бездіяльність; їх корисні результати; причинний зв'язок між діяннями та їх наслідками |

## Види правомірної поведінки
Правомірну поведінку можна класифікувати за різними критеріями:
Залежно від суб'єктів права
- поведінка індивідуальних суб'єктів (громадянина, посадової особи);
- поведінка колективних суб'єктів (діяльність трудових колективів, державних органів).

Залежно від об'єктивної сторони
- активна поведінка — дія (своєчасне подання декларації про доходи);
- пасивна поведінка — бездіяльність (відмова обвинувачуваного давати показання).

Залежно від ступеня суспільної значущості
- необхідна (належна) поведінка (захист батьківщини, виконання трудових обов'язків, додержання правил дорожнього руху та ін.);
- можлива (соціально допустима):
  - бажана (участь у виборах, оскарження неправомірних дій посадових осіб, вступ до шлюбу);
  - небажана (розлучення, страйк та ін.).

Залежно від психологічних ознак
- добровільна поведінка (спирається на ціннісні і прагматичні мотиви згідно з правами та законними інтересами суб'єктів);
- вимушена поведінка (визначається змістом її мотивів, суб'єктивною стороною вчинку).

Залежно від причин вияву
- поведінка, зумовлена внутрішніми причинами і потребами;
- поведінка, зумовлена зовнішніми обставинами.

Залежно від способу формування в текстах правових документів
- прямо й однозначно сформульована поведінка;
- опосередковано передбачена поведінка.

Залежно від форм реалізації норм права
- дотримання;
- виконання;
- використання;
- застосування норм права.

Залежно від юридичних наслідків, які бажає досягти суб'єкт реалізації
- індивідуальні юридичні акти;
- юридичні вчинки.

Залежно від юридичного факту
- правоутворююча поведінка;
- правозмінююча поведінка;
- правоприпиняюча поведінка.

Залежно від суб'єктивної сторони
- соціально активна поведінка, яка характеризується високим ступенем активності суб'єктів, цілеспрямованістю їх діяльності у процесі реалізації своїх прав, обов'язків, у межах правових норм;
- законослухняна поведінка — це свідоме дотримання законів, які виконуються добровільно на основі високої правосвідомості суб'єктів;
- конформістська поведінка — це поведінка, яка характеризується низьким ступенем соціальної активності суб'єктів, їх пристосованістю, вона не відрізняється від поведінки інших суб'єктів, основним принципом даної поведінки є «роби як всі»;
- маргінальна поведінка, яка перебуває на межі між правомірною та неправомірною, переступити яку не дозволяє страх перед юридичною відповідальністю;
- звична поведінка, яка є різновидом діяльності суб'єктів, ввійшла у звичку в силу багаторазового повторення, не потребує додаткових затрат.